# Magyargencs
Magyargencs es un pueblo ubicado en el distrito de Pápa, en el condado de Veszprém, Hungría.

## Superficie
Posee una superficie de 38,01 kilómetros cuadrados.

## Demografía
Hasta 2019 la población era de 456 habitantes, con una densidad de población de 12,00 habitantes por kilómetro cuadrado.